# 克里格反应
克里格反应（Criegee reaction）指邻二醇被四乙酸铅氧化，经过环状酯中间体，邻二醇的碳－碳键断裂，醇羟基转化为相应的醛、酮。反应是定量的，通常在乙酸或苯溶液中进行，可用于邻二醇的定量分析。
反应综述：
反应机理：